# Immetalia huonis
Immetalia huonis är en fjärilsart som beskrevs av Rothschild 1897. Immetalia huonis ingår i släktet Immetalia och familjen nattflyn. Inga underarter finns listade i Catalogue of Life.